# Lee Wilson
Le'Shell "Lee" Wilson (ur. 31 stycznia 1975) – amerykański koszykarz, występujący na pozycji środkowego.

## Osiągnięcia
NCAA
- Mistrz NCAA (1994)[1]
- Wicemistrz NCAA (1995)[1]
- Mistrz sezonu zasadniczego konferencji Southeastern (1994)
- 3-krotny uczestnik rozgrywek Sweet Sixteen turnieju NCAA (1994, 1995, 1996)

Drużynowe
- Wicemistrz Niemiec (2000)
- Uczestnik rozgrywek Pucharu Koracia (1998–2000)

Indywidualne
- Powołany do udziału w meczu gwiazd PLK (1998)[2]